# Vratíkov (přírodní rezervace)
Vratíkov je přírodní rezervace západně od města Boskovice v okrese Blansko. Chráněné území je ve správě Krajského úřadu Jihomoravského kraje.

## Předmět ochrany
Důvodem ochrany je jedinečný segment krajiny s vysokou ekologickou i estetickou hodnotou zahrnující ostrůvek devonských vápenců Němčicko – vratíkovského pruhu s četnými jeskyněmi a vývěry krasových vod tzv. Vratíkovský kras.
Ochranou jsou také zabezpečena význačná zimoviště chráněných druhů netopýrů. Geologický podklad a expozice podmiňují pak výskyt specifických rostlinných společenstev s několika rostlinnými druhy, které nejsou v jiné části Drahanské vrchoviny uváděny. Jedná se mimo jiné o zběhovec ženevský (Ajuga genevensis), hlaváček letní (Adonis aestivalis), skalník obecný (Cotoneaster integerrimus), prorostlík srpovitý (Bupleurum falcatum) aj.

## Flóra
Území leží na rozhraní čtvrtého bukového a pátého jedlobukového stupně. Lesní porost tvoří smrk (Picea), borovice (Pinus), buk (Fagus), dub zimní (Quercus petraea) , dub letní (Quercus robur), habr (Carpinus), javor klen (Acer pseudoplatanus), javor mléč (Acer platanoides), javor babyka (Acer campestre), jasan (Fraxinus) a jilm drsný (Ulmus glabra). V bylinném patře se vyskytuje okrotice bílá (Cephalanthera damasonium), tolita lékařská (Vincetoxicum hirundinaria), skalník celokrajný (Cotoneaster integerrimus), růže převislá (Rosa pendulina), sleziník červený (Asplenium trichomanes), sleziník routička (Asplenium ruta-muraria), ostřice chlupatá (Carex pilosa), na louce v jižní části přírodní památky pak prstnatec májový (Dactylorhiza majalis), čertkus luční (Succisa pratensis) či violka bahenní (Viola palustris).

## Fauna
Jeskyně jsou významným zimovištěm netopýrů (Microchiroptera) a vrápenců (Rhinolophus), především pak kriticky ohroženého vrápence malého (Rhinolophus hipposideros).

## Geologie

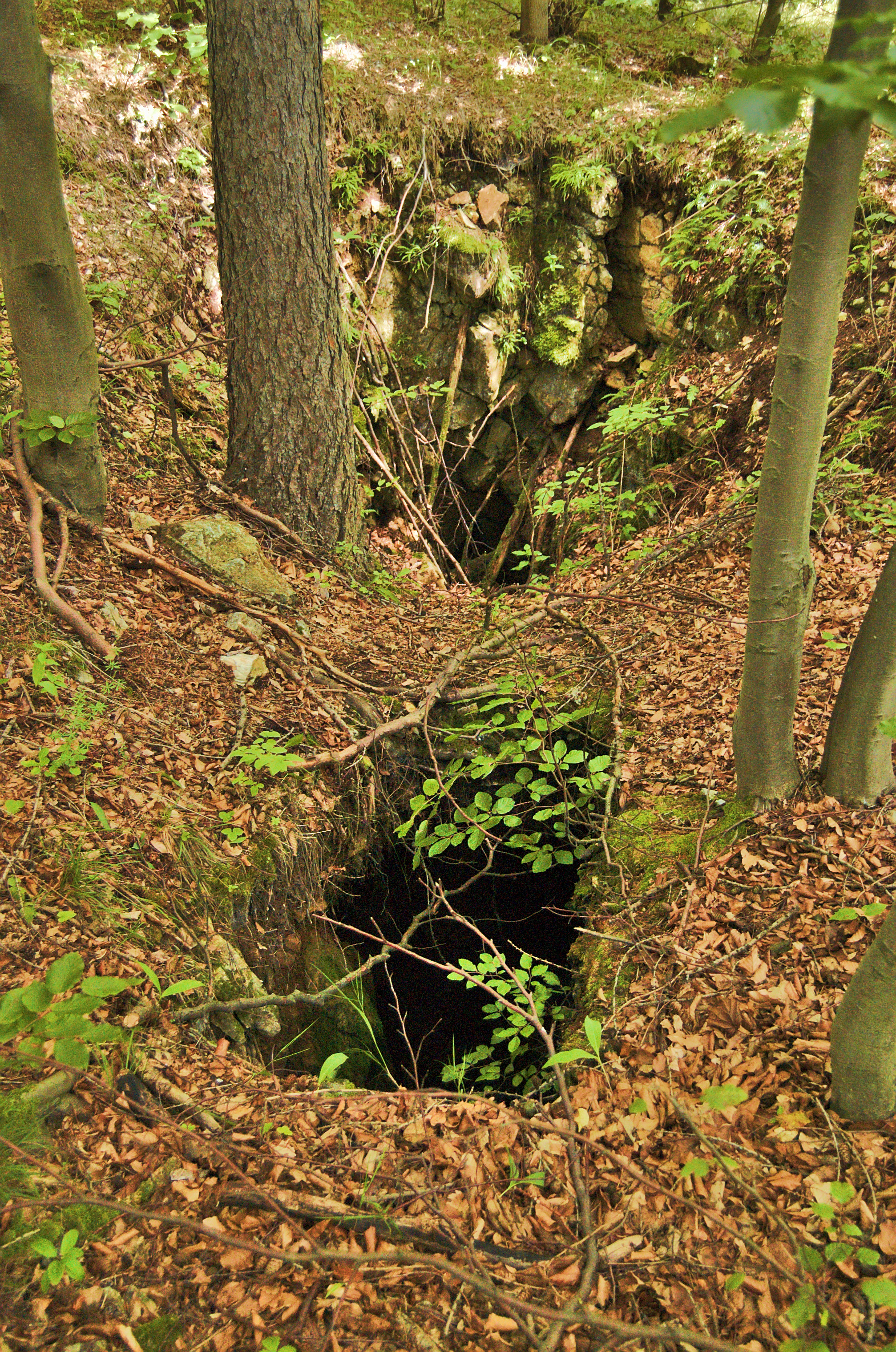
Závrt

Podloží je tvořeno ostrůvkem devonských vápenců. Na vápencích na východě území leží jílové břidlice.

### Vratíkovský kras
Vratíkovský kras je vázán na ostrůvek devonských vápenců, ekvivalentu vilémovických vápenců ležících v němčickém pruhu. Vyskytují se zde jak povrchové, tak podzemní krasové jevy: jeskyně, závrty, věžovité a hřebenovité skály, vyvěračky, pukliny, krasové kužely a škrapová pole. Celkem je v této oblasti evidováno 16 jeskyní, mezi nejvýznamnější patří Sklep, Čtyřka, Pod smrkem (Nová) a Okno u Vratíkova.

## Vodstvo
Loukou v jihozápadní části přírodní památky protéká potok Valchovka, na severu těsně za hranicí chráněného území má své koryto Okrouhlý potok. Oba toky se vlévají do vodní nádrže Boskovice, která začíná těsně za západním okrajem přírodní památky.
Na severu se nachází vývěr U Jedle, který se zleva vlévá do Okrouhlého potoka. Do Valchovky se zprava vlévají dva krasové a zleva jeden pravděpodobně nekrasový vývěr.

## Historie
Archeologické výzkumy v portálech některých jeskyní přinesly významné poznatky o vývoji člověka, zajímavé jsou dobře dochované zbytky po dolování železitých rud (např. zbytky tavicích pecí keltského původu).

## Turistika
Jižním okrajem vede zelená turistická trasa z Blanska přes Boskovice a Hrádkov dále do Velenova, Suchý a Sloupu.
Jižním a východním okrajem vede cyklistická trasa 5226.

## Doprava
Jižní a východní hranici tvoří silnice III/37359.

## Fotogalerie

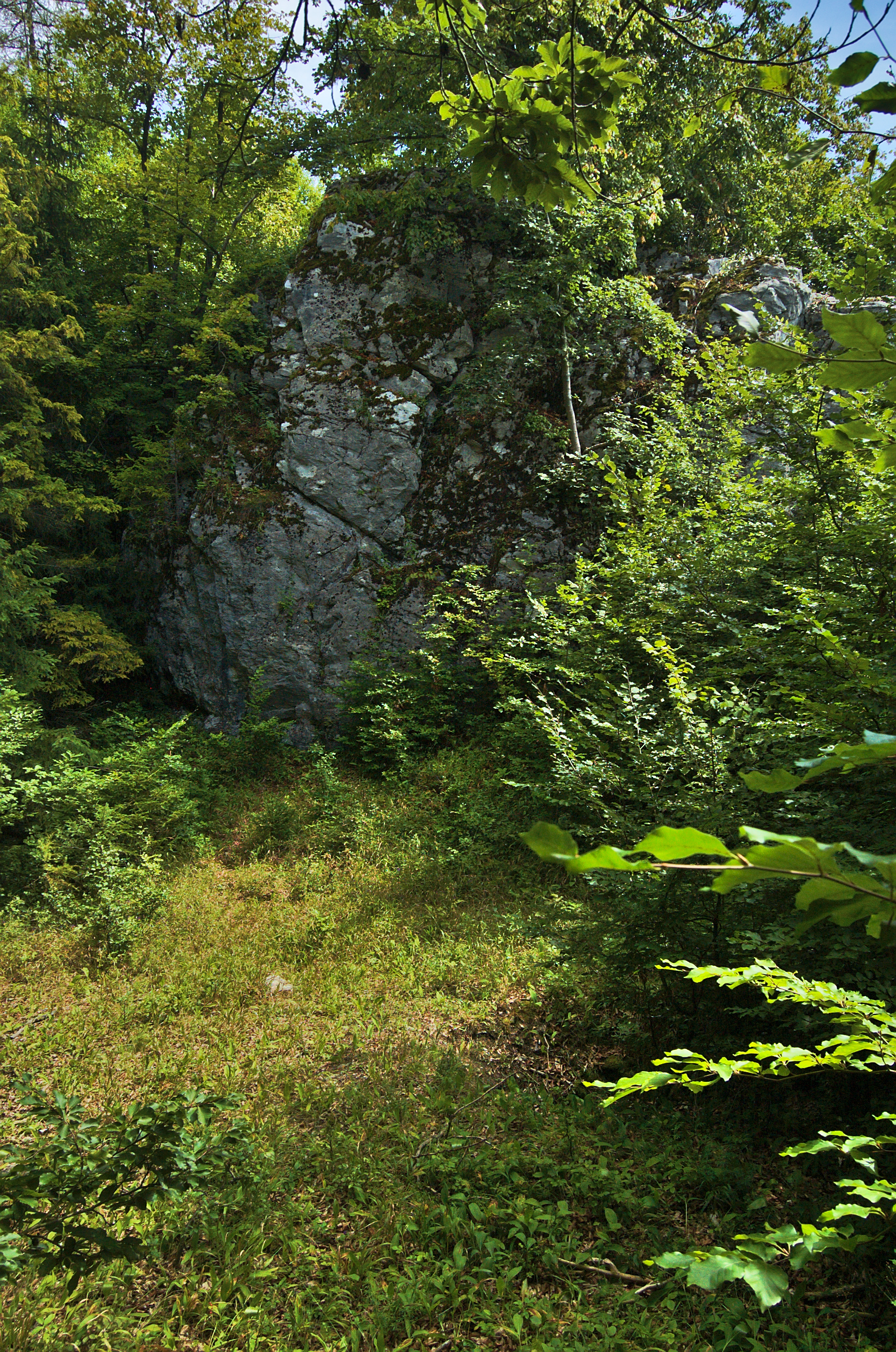
Skalnaté útvary Vratíkovského krasu
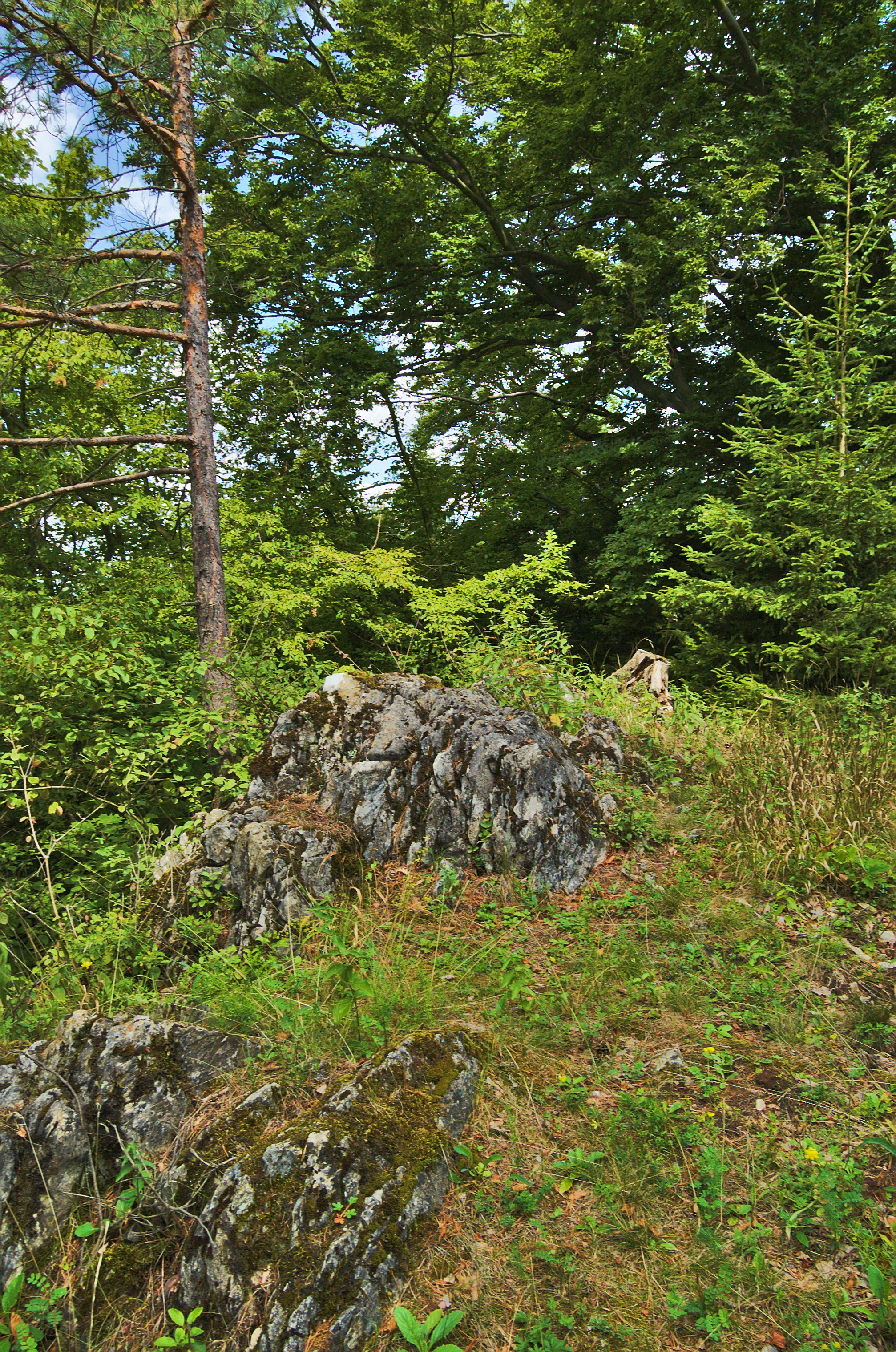
Skalnaté útvary Vratíkovského krasu
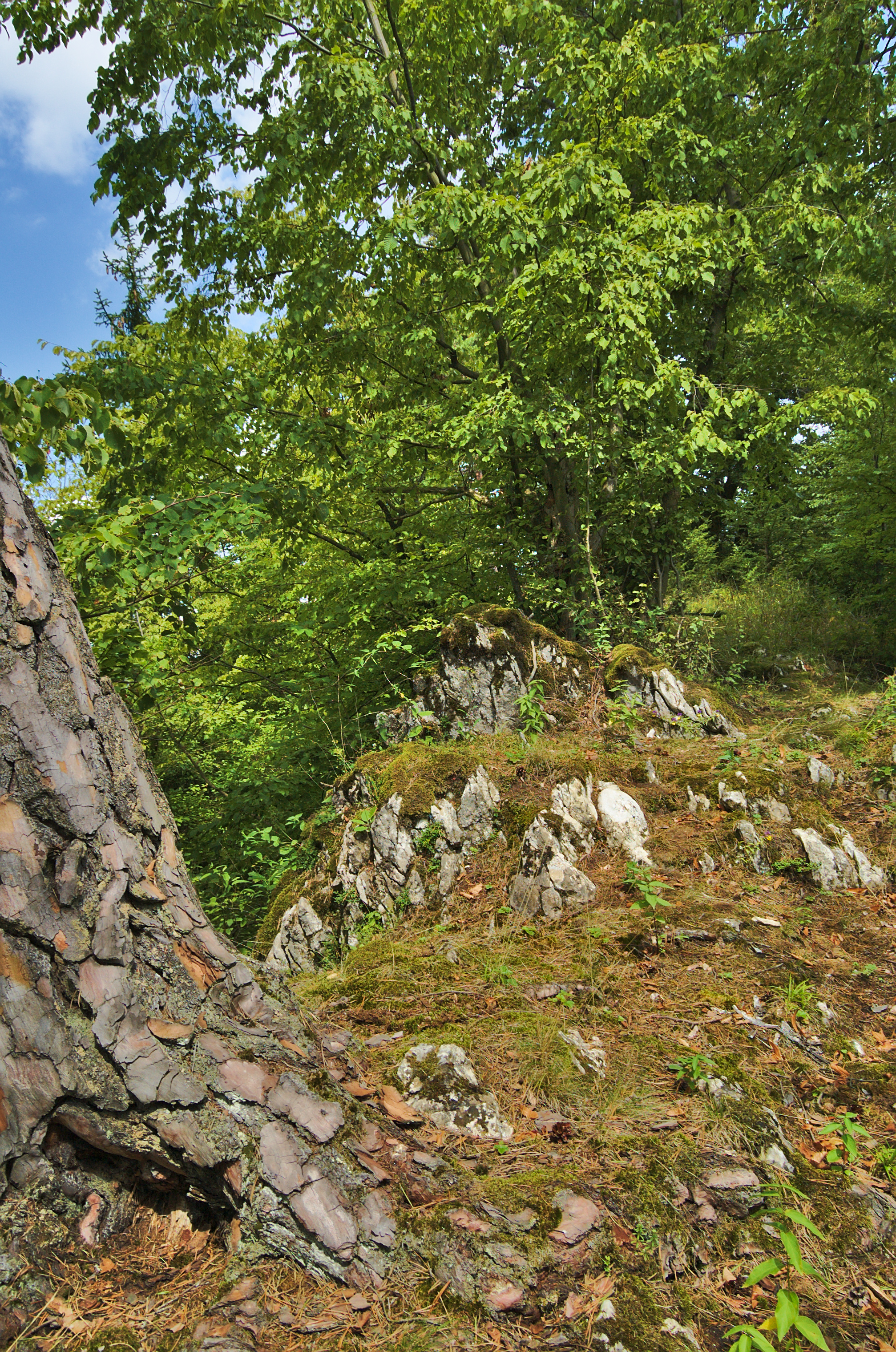
Škrapy
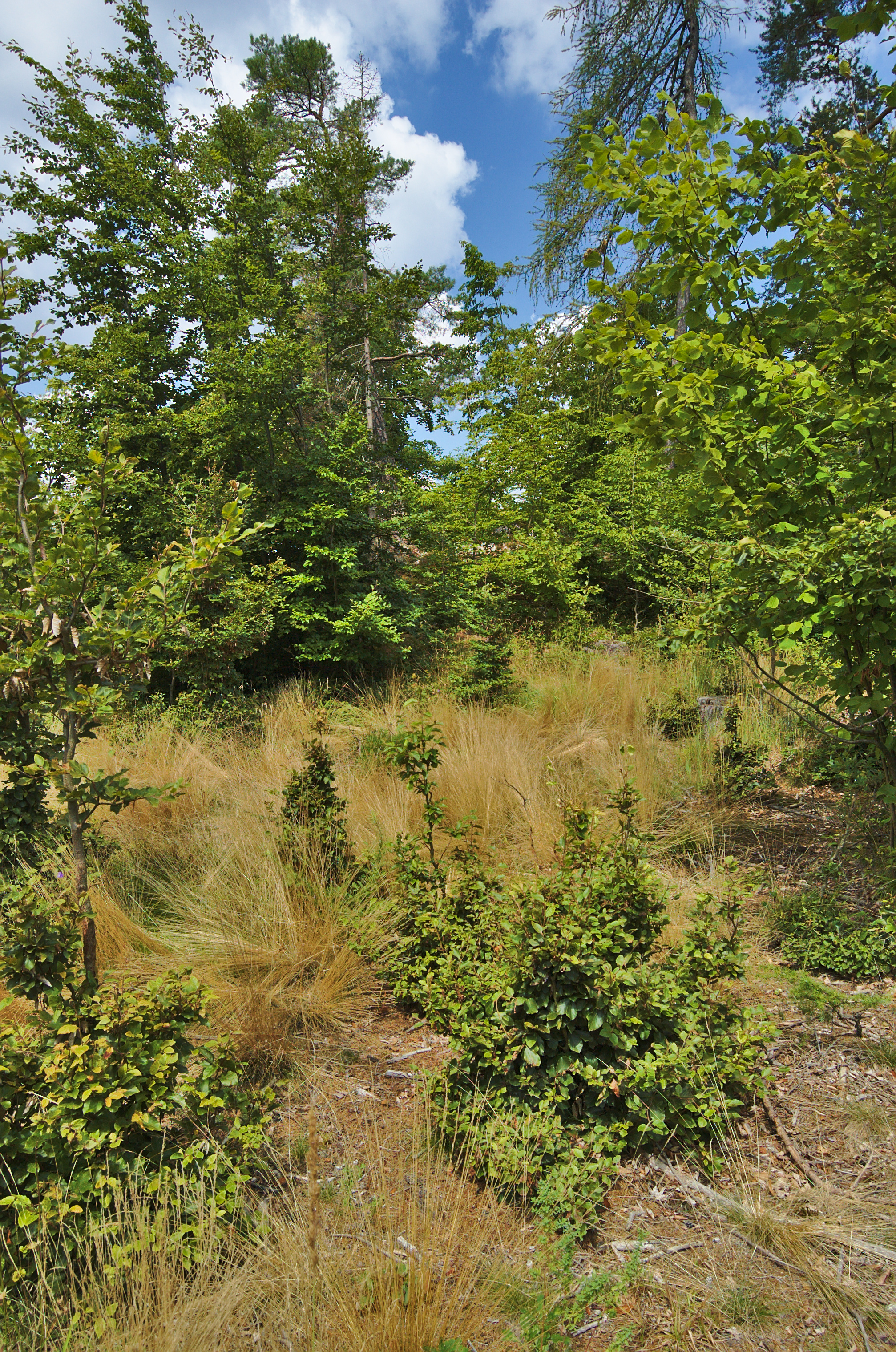
Přechod mezi lesním a lučním porostem
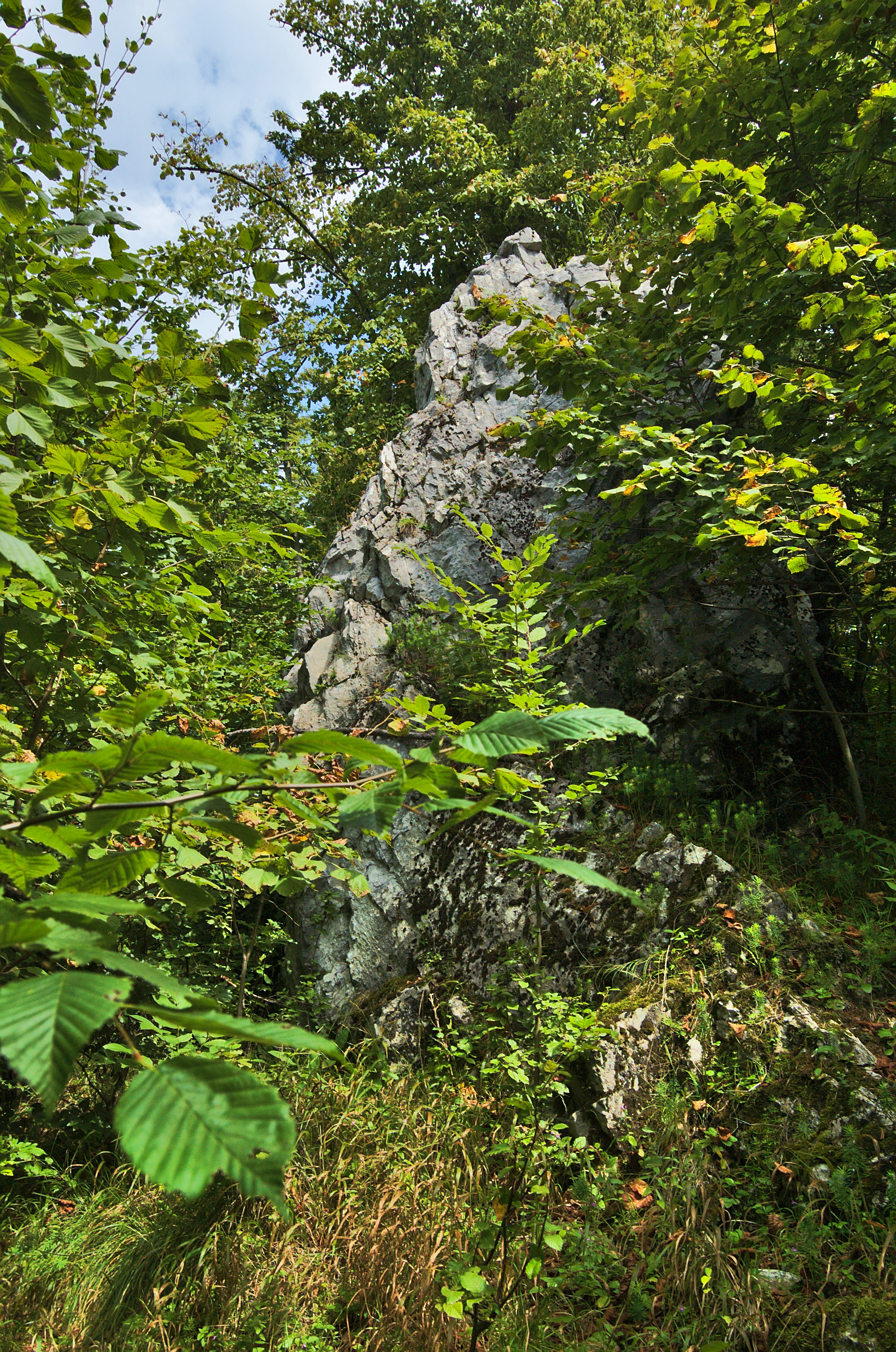
Skalnaté útvary Vratíkovského krasu
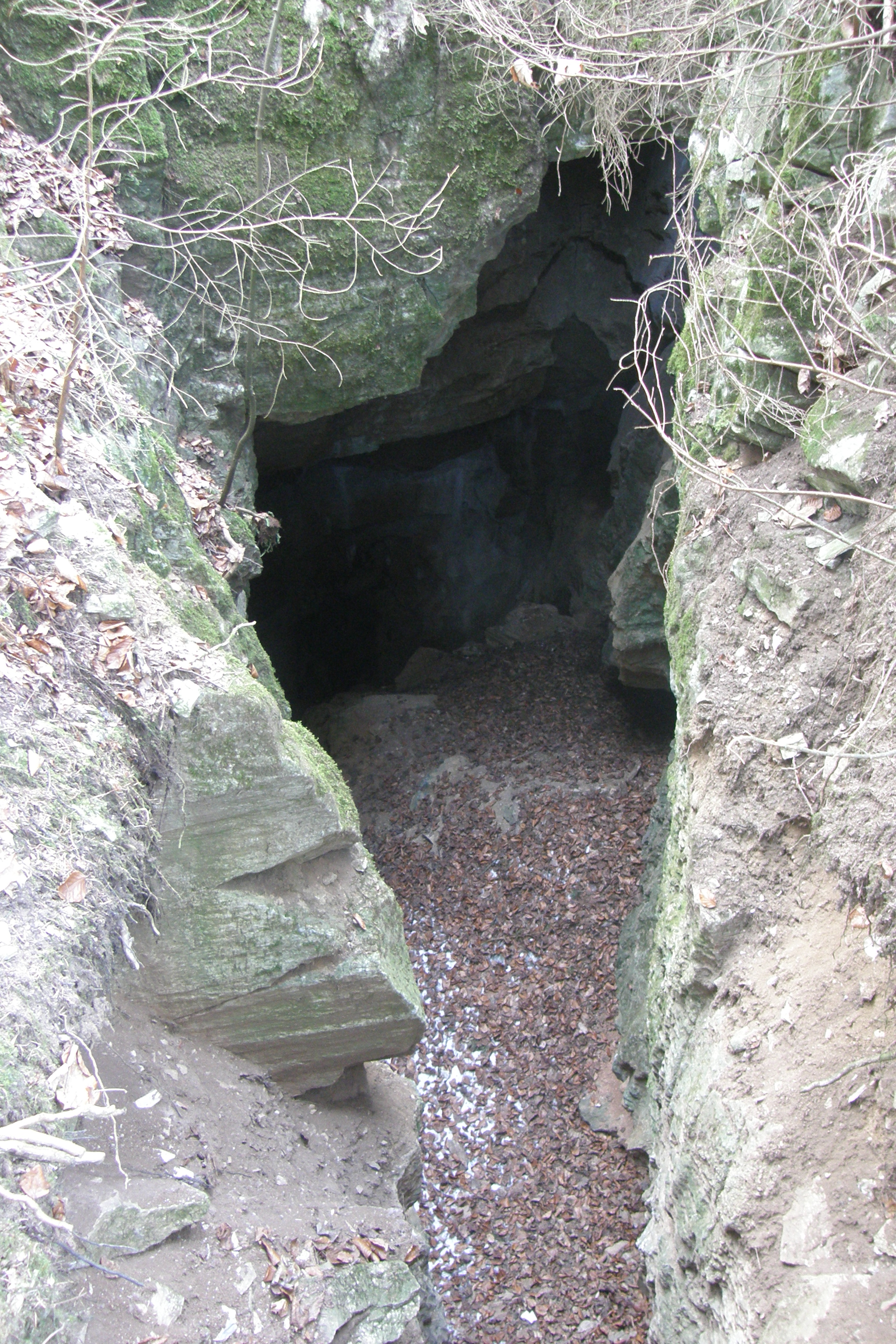
Jeskyně Čtyřka
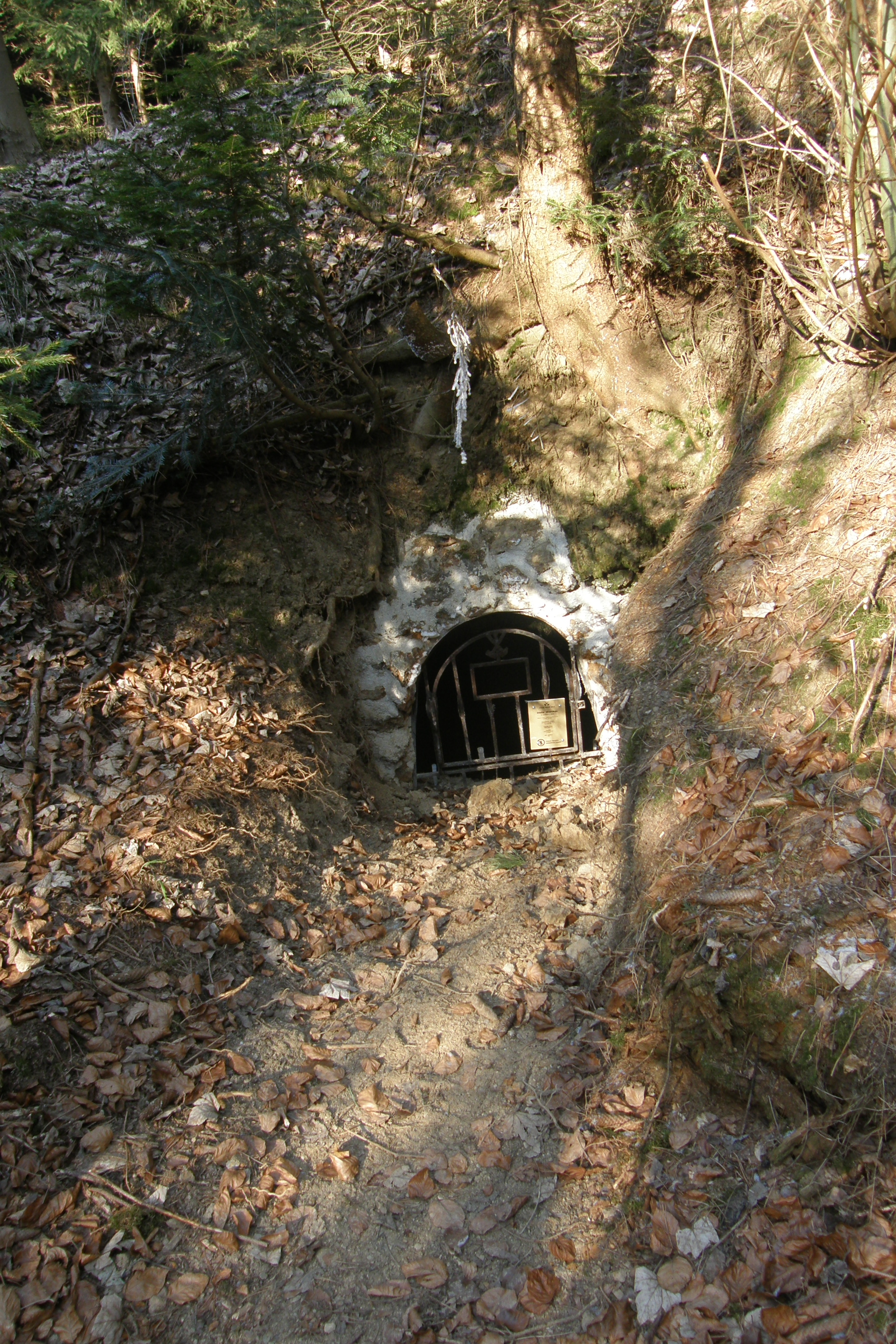
Pozůstatek po těžbě železné rudy